# Rhinella merianae
Rhinella merianae é uma espécie de anfíbio da família Bufonidae. Ocorre do extremo sudeste da Venezuela e Guiana ao extremo oeste do Suriname, e no Brasil, nos estados do Amazonas e Roraima.
Considerada como sinônimo de Rhinella granulosa foi revalidada à categoria de espécie distinta em 2009.